# Уральский институт управления
Ура́льский институ́т управле́ния — филиал Российской академии народного хозяйства и государственной службы при Президенте Российской Федерации (УИУ РАНХиГС) — высшее учебное заведение в Екатеринбурге. До реорганизации в 2010 году институт назывался Уральской академией государственной службы.

## История
Партийные школы создавались для подготовки кадров низшего и среднего звена, кандидатов на учёбу отбирали партийные комитеты на основе перспективных планов подготовки и переподготовки партийных и советских работников, составлявшихся отделами кадров райкомов, горкомов и обкомов партии. Предельное количество учащихся для конкретного региона определял ЦК КПСС.

### Система партийного образования
Первую партийную школу создал В. И. Ленин весной 1911 года в местечке Лонжюмо под Парижем. После Октябрьской революции были созданы высшие школы партийной и советской работы, на базе которых в 1919 году был организован Коммунистический университет имени Свердлова — первый партийный вуз, на основе опыта которого впоследствии создавалась системы партийного образования. С 1921-го по 1923 год коммунистические университеты были созданы в Петрограде, Саратове, Екатеринбурге, Омске и др. Наряду с ними в 1920-е годы создавались комвузы для подготовки национальных меньшинств Запада, Востока и др.
Научные теоретические кадры с 1921 года начал готовить Институт красной профессуры, в 1931 году реорганизованный в десять самостоятельных отраслевых институтов: экономический, аграрный, мирового хозяйства и мировой политики, философский, исторический, советского строительства и права, естествознания, литературы, техники и историко-партийный.
Массовое образование руководящих кадров осуществляли советско-партийные школы (СПШ) трёх ступеней, созданные в 1921 году.
Совпартшкола I ступени с трёхмесячным курсом для рабочих районов и четырёхмесячным — для крестьянских районов давала элементарные политические знания местным практическим работникам, которые по окончании курса в основном возвращались на места своей прежней работы.
СПШ II ступени готовила советских и партийных работников, закончивших школу I ступени или имеющих знания соответствующего уровня. Срок обучения составлял год — шесть месяцев теоретических занятий и три месяца на специальных отделениях.
СПШ III ступени представляла собой коммунистический университет с трёхлетним курсом (два года — общетеоретический курс и один год — специализация), который был призван готовить «образованных марксистов».

### СССР
История партийного образования в Екатеринбурге началась в 1905 году, когда Яков Свердлов организовал первую подпольную партийную школу для профессиональных и партийных работников. Открытая подготовка профессиональных кадров для партии началась 1 сентября 1919 года, а первый вуз, дающий управленческое образование, открылся в 1924 году (Урало-Сибирский коммунистический университет). В 1930-е годы эти учреждения были реорганизованы.
В 1946 году на основании постановления ЦК ВКП(б) «О подготовке и переподготовке руководящих партийных и советских работников» была открыта Свердловская областная партийная школа с двухгодичным сроком обучения, в которой повышали свою квалификацию секретари районных и городских комитетов, заведующие отделами и инструкторы обкомов компартии, председатели горрайисполкомов, редакторы городских и районных газет. В 1952 году школа была преобразована в трёхгодичную.
26 июня 1956 года ЦК КПСС принял постановление «О мерах по дальнейшему улучшению подготовки руководящих партийных и советских кадров», в соответствии с которым в Свердловске на базе трёхгодичной партийной школы была создана Свердловская высшая партийная школа с четырёхгодичным сроком обучения. Это была одна из 30 аналогичных школ, сохранившая своё значение и к 1980 году, наряду с 15 другими: Высшей партийной школой при ЦК КП Украины, Московской, Ленинградской, Алма-Атинской, Бакинской, Вильнюсской, Горьковской, Минской, Новосибирской, Одесской, Ростовской, Саратовской, Ташкентской и Хабаровской ВПШ. В них имелись 2-годичные (на базе высшего образования) и 4-годичные (на базе среднего образования) отделения. Кроме того, работали заочные отделения с 3-годичным (на базе высшего образования) и 5-годичным (на базе среднего образования) периодами обучения. По данным на 1980 г., около половины секретарей ЦК КП союзных республик, крайкомов, обкомов, горкомов, райкомов партии имели высшее партийно-политическое образование.
Свердловская ВПШ просуществовала до 1963 года и была вновь воссоздана в 1968 году. Теперь в ней были двух- и четырёхгодичные отделения очного обучения и трёх- и пятигодичные заочного. В высшую партийную школу можно было поступить, имея определённый стаж партийной работы.
В 1979—1981 гг для вуза было выстроено 12-этажное общежитие гостиничного типа по адресу ул. 8 Марта, 70, соединённое с учебным корпусом подземным переходом.
В 1980-х годах в Свердловской высшей партийной школе работало 7 кафедр: истории КПСС, политической экономии, марксистско-ленинской философии и научного коммунизма, международного коммунистического, рабочего и национально-освободительного движения, партийного и советского строительства, советской экономики и управления народным хозяйством, военной подготовки.

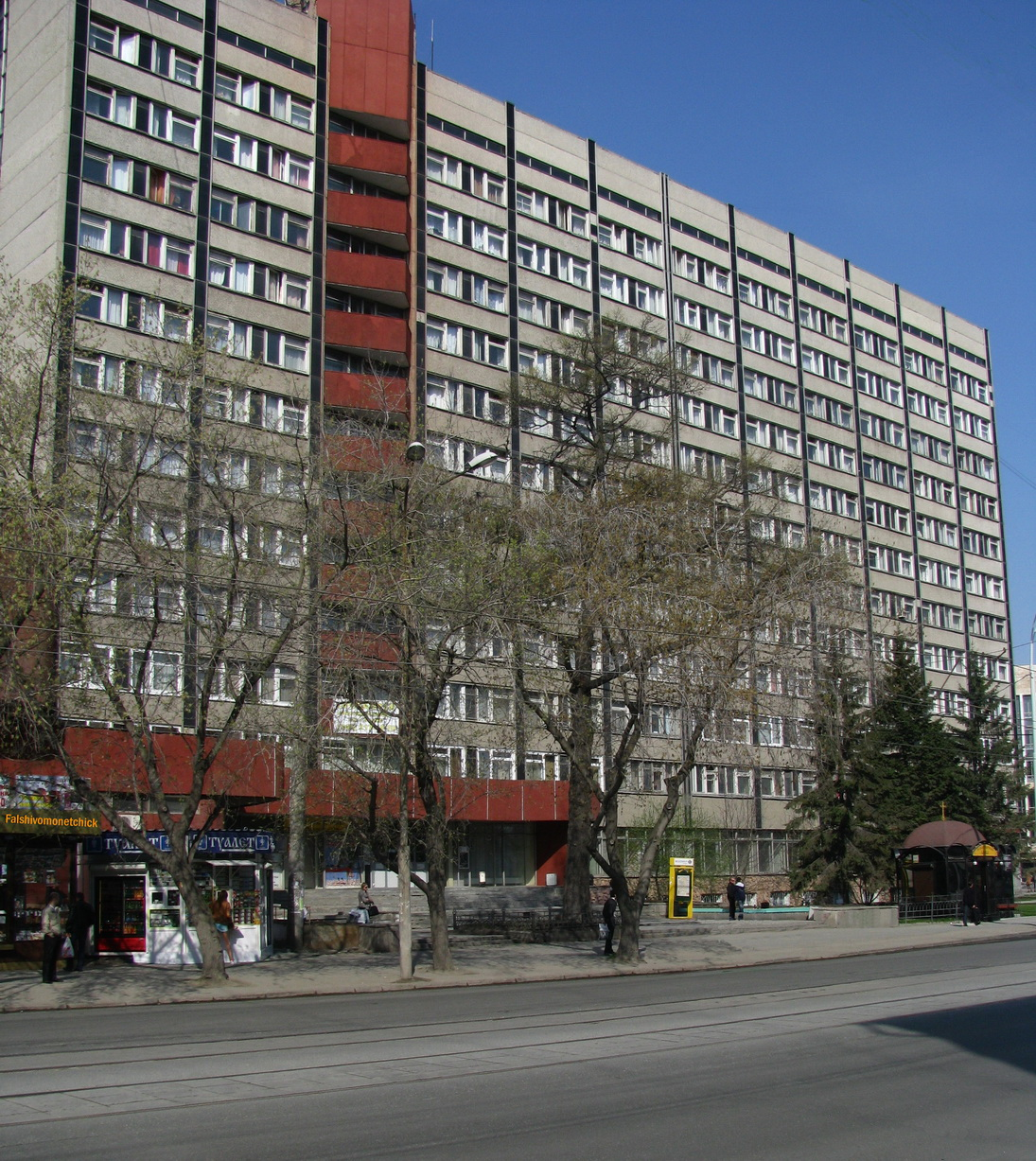
Общежитие УрАГС

В мае 1991 года Свердловская высшая партийная школа была переименована в Уральский социально-политический институт.
27 ноября 1991 года в Екатеринбурге был создан Уральский кадровый центр для подготовки и переподготовки кадров государственных и муниципальных органов государственной власти и управления, специалистов рыночной экономики.

### Россия
В 1992 году на базе факультета повышения квалификации создан институт повышения квалификации государственных и муниципальных служащих УрАГС, где за пять лет по специальным образовательным программам прошли подготовку 15 тысяч человек.
26 апреля 1995 года Уральский кадровый центр был преобразован в Уральскую академию государственной службы. УрАГС создавалась как центр научно-методического обеспечения политических и экономических реформ в регионе. В структуре академии этими проблемами занимались информационно-аналитический центр региональной политики и национальной безопасности, институт местного самоуправления, лаборатория психодиагностики и отбора кадров лаборатория социологического мониторинга.
К 1998 году кол-во студентов и слушателей по отношению к 1993 году выросло с 1050 до 4130 человек. С 1994 по 1996 годы академией подготовлено 909 студентов и слушателей, в 1996/1997 учебном году выпуск специалистов составил 750 человек. Кроме плановых исследований, сотрудниками академии проводились консультирование и экспертиза проектов нормативных актов субъектов федерации и органов местного самоуправления, уставов муниципальных образований, участие в их разработке, проведение социологических исследований.
УрАГС участвовала в международном научно-исследовательском проекте ЕвроСоюза INTAS, ежегодных международных конференциях по проблемам взаимоотношений региональных и федеральных властей. В 1995 году академия стала официальным бенефициаром проекта «В поддержку общественного управления в Уральском регионе», осуществляемого в соответствии с программой TACIS.
С 2002 года в УрАГС началась подготовка магистров по направлению «Менеджмент». Очное обучение в магистратуре велось по программе «Государственное и муниципальное управление» и по программе двойных дипломов совместно с London Metropolitan University.
Академия осуществляла международную деятельность на основе договоров с Фондом международного развития (Германия), Институтом региональной администрации (Мец, Франция), Институтом политических наук (Бордо, Франция), Университетом штата Джорджия (Атланта, США). УрАГС являлась членом двух международных организаций: Ассоциации институтов и школ государственной службы Центральной и восточной Европы (Прага), и Европейской ассоциации учебных заведений по подготовке кадров для региональных и муниципальных органов управления (Страсбург).
До реорганизации Уральская академия государственной службы являлась крупнейшим в Уральском регионе учебно-методическим и научным центром по подготовке кадров в области государственного и муниципального управления, координирующим деятельность организаций, вузов Уральского региона, занимающихся подготовкой и переподготовкой кадров для государственной службы.
В 2010 году по результатам исследования независимого рейтингового агентства «Рейтор» УрАГС вошла в десятку сильнейших российских ВУЗов по второму и последующим в/о управленческой элиты РФ, являясь по этому показателю лучшим ВУЗом в России к востоку от Москвы.
Обучение проводилось по 6 специальностям:
- 080504.65 — Государственное и муниципальное управление,
- 030501.65 — Юриспруденция,
- 080507.65 — Менеджмент организации,
- 080103.65 — Национальная экономика,
- 080109.65 — Бухгалтерский учёт, анализ и аудит,
- 080107.65 — Налоги и налогообложение.

23 сентября 2010 года вышло распоряжение Правительства РФ № 1562-р., в соответствии с которым Уральская академия государственной службы в результате реорганизации путём присоединения вошла в состав РАНХиГС при Президенте РФ в качестве Уральского института — филиала РАНХиГС
27 ноября 2016 года Уральский институт управления — филиал Российской академии народного хозяйства и государственной службы при Президенте Российской Федерации отметил свой 25-летний юбилей.

### Руководство
- 1946—1952 — Жуков Г.И.;
- 1952—1955 — Воробьёв А.Ф.;
- 1955—1957 — Юферов Яков Степанович;
- 1958—1963 — Волгин В.С.;
- 1963—1968 — Алексеев Георгий Александрович;
- 1968—1975 — Добровольский Николай Сергеевич;
- 1975—1986 — Медведев Григорий Владимирович;
- 1986—1991 — Самков Виктор Михайлович;
- 1994—2016 — Лоскутов Владимир Анатольевич[10];
- 2016—2018 — Александров Александр Александрович[11];
- 2018—2019 — Репин Дмитрий Александрович[12];
- 2019—2022 — Долженко Руслан Алексеевич[13];
- 2022 — н. в. — Гущин Олег Васильевич[14].

## Филиалы
У Уральской академии государственной службы были филиалы в 9 городах Уральского региона:
- Челябинский институт (филиал) УрАГС (организован в 1992 году)[6][15].
- Ижевский филиал УрАГС — Удмуртский институт государственной и муниципальной службы (организован в 1992 году)[6][16].
- Филиал УрАГС в г. Лангепасе (организован в 1993 году)[17].
- Филиал УрАГС в г. Магнитогорске (организован в 1993 году)[18].
- Филиал УрАГС в г. Перми (организован в 1996 году)[19].
- Курганский территориальный факультет УрАГС — Курганский институт государственной и муниципальной службы (организован в 1997 году)[20].
- Оренбургский филиал УрАГС (организован в 1998 году)[21].
- Филиал УрАГС в г. Нижний Тагил (организован в 1999 году)[22].
- Филиал УрАГС в г. Тюмени (организован в 2003 году)[6][23].

После реорганизации все филиалы УрАГС были упразднены.